# أحمد مصطفى (زيزو)
أحمد مصطفى محمد سيد المعروف بزيزو (مواليد 10 يناير 1996) هو لاعب كرة قدم مصري يلعب لصالح نادي الأهلي في الدوري المصري الممتاز ومنتخب مصر لكرة القدم في مركز الجناح.

## مسيرته الكروية
زيزو هو خريج فرع القاهرة من أكاديمية جاي إم جي. في ديسمبر 2012، انتقل إلى فريق الشباب في نادي وادي دجلة، وفي صيف 2013 وقع عقدًا مع النادي البلجيكي ليرس. في 29 مارس 2014، في المباراة ضد فاسلاند بيفيرين، ظهر لأول مرة في الدوري البلجيكي. في 4 أكتوبر ضد زولته فاريجيم سجل زيزو هدفه الأول لصالح ليرس. في المجمل، لعب زيزو 77 مباراة للنادي البلجيكي سجل فيها 5 أهداف وقدم 10 تمريرات حاسمة.
في أوائل عام 2017 انتقل زيزو على سبيل الإعارة حتى نهاية موسم 2017-18 إلى نادي ناسيونال. في 28 يناير، في مباراة ضد أروكا، ظهر لأول مرة في الدوري البرتغالي. في 31 مارس، في مباراة ضد فيتوريا دي غيماريش، سجل زيزو هدفه الأول لناسيونال.
في صيف عام 2017، انتقل زيزو إلى موريرينسي. في 10 سبتمبر، في المباراة ضد إشتوريل برايا، ظهر لأول مرة مع النادي الجديد. وفي نفس المباراة، سجل زيزو هدفه الوحيد لصالح موريرينسي. فشل زيزو في أن يصبح لاعبًا مهمًا للفريق، حيث سجل هدفين فقط في 31 مباراة لصالح موريرينسي. في أبريل 2018، لم يتمكن من الحصول على تأشيرة عمل برتغالية، بسبب ذلك لم يعد قادراً علي أن يلعب أي مباريات تنافسية.
في يناير 2019، انتقل زيزو إلى لنادي الزمالك المصري، بعد أن وقع عقدًا مع النادي لمدة ثلاث سنوات ونصف.

### الزمالك

#### موسم 2019-2020
في 22 أغسطس 2020، سجل أحمد مصطفى زيزو في الدقيقة الـ13 من عمر المباراة التي أنتهت بفوز الزمالك 3-1 علي النادي الأهلي.

#### موسم 2020-2021
في 7 فبراير 2021، سجل زيزو هدفاً من ركلة جزاء لصالح الزمالك في الدقيقة 58 من اللقاء بعد عرقلة اللاعب داميان لوي للاعب سيف الدين الجزيري داخل منطقة الجزاء، معلنًا عن تقدم الزمالك في المباراة التي فاز بها الزمالك 2-0 علي الإتحاد السكندري ضمن مواجهات الجولة 12 من الدوري المصري.
في 17 يونيو 2021، أحرز أحمد مصطفى زيزو هدف الزمالك الأول في الدقيقة 34 والهدف الثانى للزمالك في الدقيقة 75 في المبارة التي إنتهت بنتيجة 3-0 لصالح الزمالك على استاد القاهرة الدولي، ضمن منافسات الجولة السادسة والعشرون من مسابقة الدورى الممتاز.
في 28 يونيو 2021، قاد أحمد مصطفى زيزو فريقه الزمالك للفوز على مصر للمقاصة بهدف دون رد في المباراة التي جمعتهما ضمن الجولة السابعة والعشرين من الدوري المصري والتي أقيمت بملعب السويس.
في 7 أغسطس 2021، افتتح أحمد مصطفى زيزو التسجيل للزمالك بهدف أول في شباك غزل المحلة من ركلة جزاء بالدقيقة 24 في اللقاء الذي إنتهي بفوز الزمالك 3-0 في الجولة الثامنة والعشرين من مسابقة الدوري المصري الممتاز.
في 17 أغسطس 2021، صنع أحمد مصطفى زيزو هدفاً سجله مروان حمدي مهاجم الزمالك في شباك وادى دجلة من ضربة رأس في الدقيقة 59 من المباراة التي أقيمت على ستاد الدفاع الجوى، ضمن منافسات الجولة الحادية والثلاثين لمسابقة الدوري المصري الممتاز.
في 20 أغسطس 2021، في الدقيقة 58 يحتسب حكم اللقاء ركلة جزاء لنادي الزمالك بعد الرجوع لتقنية الفيديو، في ظل وجود مخالفة على عامر عامر حارس سيراميكا، وينجح أحمد مصطفى زيزو في إحراز الهدف الثاني ليفوز نادي الزمالك على حساب نظيره سيراميكا كليوباترا بهدفين مقابل هدف، في المباراة التي أقيمت بينهما باستاد السويس الجديد في الجولة الثانية والثلاثين لمسابقة الدوري المصري الممتاز.
في 24 أغسطس 2021، أحرز أحمد مصطفى زيزو هدف التقدم لفريق الزمالك في شباك الإنتاج الحربى بالدقيقة 7 من عمر المباراة التي أقيمت على ستاد الدفاع الجوى، ضمن منافسات الجولة قبل الأخيرة من عمر مسابقة الدورى الممتاز.

#### موسم 2021-22
في 19 نوفمبر 2021، سجّل أحمد مصطفى زيزو، الهدف الأول أمام ضيفه الإسماعيلي، خلال المباراة التي أقيمت بينهما على ستاد الإسماعيلية، وإنتهت بفوز الزمالك 2-0 في إطار منافسات الجولة الرابعة من مسابقة الدوري المصري الممتاز.
في 28 أبريل 2022، سجّل أحمد مصطفى زيزو، هدف التعادل لفريقه بمرمى المصرى في الدقيقة 60 في المباراة التي جمعت الزمالك مع المصري على استاد برج العرب بالإسكندرية، ضمن مباريات الجولة الـ16 من عمر بطولة الدورى المصرى الممتاز.
في 1 مايو 2022، سجّل أحمد مصطفى زيزو، هدف الفوز لفريقه بمرمى إيسترن كومباني في الدقيقة 90 في المباراة التي جمعت الزمالك مع إيسترن كومباني على ملعب المقاولون العرب، ضمن منافسات الجولة السابعة عشر من بطولة الدوري المصرى الممتاز.
في 21 يوليو 2022، سجّل أحمد مصطفى زيزو الهدف الأول في شباك النادي الأهلي برأسية متقنة من عرضية صنعها سيف الدين الجزيري، في المباراة التي أقيمت على أرض ملعب القاهرة الدولي، في نهائي بطولة كأس مصر 2021.

#### موسم 2022-23
في 24 يوليه 2022، سجل أحمد مصطفى زيزو، الهدف الأول لفريقه في شباك سموحة في الدقيقة 34 من عمر المباراة التي أقيمت بين الفريقين على استاد القاهرة الدولى ضمن منافسات في الجولة السادسة والعشرين لمسابقة الدوري المصري الممتاز.
في 01 أغسطس 2022، سجل أحمد مصطفى زيزو، الهدف الأول لفريقه في شباك بيراميدز بالدقيقة الثانية من عمر المباراة التي أقيمت بينهما على استاد القاهرة الدولى ضمن منافسات الجولة 29 من عمر مسابقة الدورى المصرى الممتاز.
في 29 ديسمبر 2022، سجل أحمد مصطفى زيزو، الهدف الثاني في شباك الإسماعيلي في الدقيقة 32 من الشوط الأول، في المباراة التي اقيمت ضمن لقاءات الجولة العاشرة من عمر مسابقة الدوري المصري الممتاز.
في 7 مارس 2023، سجّل أحمد مصطفى زيزو، الهدف الثاني لفريقه بمرمي الترجي التونسي في الدقيقة 29 في المباراة التي جمعت الزمالك مع الترجي على استاد برج العرب بالإسكندرية، ضمن مباريات دور المجموعات من بطولة دوري أبطال أفريقيا 2022-23.
في 4 يوليو 2023، سجّل أحمد مصطفى زيزو، هدفين لفريقة الزمالك في شباك المقاولون العرب في نصف نهائي كأس مصر لموسم 2022-2023 ، في المباراة التي جمعتهما في استاد القاهرة وإنتهت بنتيجة 6-1 لصالح نادي الزمالك.

## المراكز
لعب أحمد مصطفى زيزو في مركز صانع الألعاب ومركز الجناح الأيمن.

## الإنجازات

### الزمالك
- الدوري المصر الممتاز (2): 2020–21 , 2021-22
- كأس مصر (2): 2018–19، 2020–21
- كأس السوبر المصري (1): 2019–20
- كأس الكونفيدرالية الإفريقية (2): 2018–19 - 2023-24
- كأس السوبر الإفريقي (2): 2020 - 2024

### ألقاب فردية
- هداف الدوري المصري الممتاز (1): 2021-22 (19 هدف)

## وصلات خارجية
- أحمد سيد على موقع الاتحاد الأوربي (الإنجليزية)
- أحمد سيد على موقع قاعدة بيانات كرة القدم.إي يو (الإنجليزية)
- أحمد سيد على موقع ناشيونال فوتبول تيمز (الإنجليزية)
- أحمد سيد على موقع Soccerway.com (الإنجليزية)